# Usina Hidrelétrica de Sinop
A Usina Hidrelétrica de Sinop é uma usina hidrelétrica localizada no Rio Teles Pires,  em Mato Grosso. Tem capacidade instalada de 401,88MW, sendo a menor usina do Complexo Teles Pires. O leilão estava programado para ser realizado em 2010 e a primeira unidade de geração entrou em funcionamento em setembro de 2019.
A Concessionária
A Usina Hidrelétrica (UHE) Sinop está sendo implantada pela Companhia Energética Sinop (CES), uma Sociedade de Propósito Específico (SPE), formada por três acionistas – Companhia Hidrelétrica do São Francisco (Chesf), Électricité de France (EDF) Brasil e Centrais Elétricas do Norte do Brasil (Eletronorte). A CES detém, ainda, a concessão da Hidrelétrica para sua operação por 35 anos e para a implantação do Empreendimento contratou empresas para a execução dos programas socioambientais do Projeto Básico Ambiental (PBA) e a Construtora Triunfo para a execução das obras civis, fornecimento eletromecânico e montagem da Usina.
A Usina Hidrelétrica Sinop
O projeto de construção da UHE Sinop foi desenvolvido levando em consideração o estudo de viabilidade do Empreendimento, de maneira que seus possíveis impactos serão minimizados por uma série de programas socioambientais, constantes no PBA. A construção da Usina representa importante contribuição para atender o crescente consumo de energia elétrica no Brasil. O direito de implantação da UHE Sinop foi concedido à CES a partir do Leilão nº 006/2013, da Agência Nacional de Energia Elétrica (Aneel), realizado em 29 de agosto de 2013. 
Distante 70 quilômetros (km) de Sinop com acesso pela BR-163 e estradas de fazendas, a UHE Sinop está sendo construída no rio Teles Pires, sendo que a barragem fica situada nas áreas dos municípios de Cláudia (margem direita do rio) e Itaúba (margem esquerda). O reservatório abrangerá os municípios de Cláudia, Itaúba, Ipiranga do Norte, Sinop e Sorriso.
Com investimentos de R$ 1,8 bilhão, a UHE Sinop será construída a fio d’água, isto significa que toda água que entra no reservatório, seja pelos afluentes ou pelas chuvas, sai passando pelas turbinas e é utilizada para a geração de energia. Este projeto caracteriza-se pela disposição de uma Casa de Força com duas turbinas/geradores e potência instalada de 400 megawatts/hora (MWh). Isto corresponde a geração de energia elétrica para 1,6 milhão de pessoas, equivalente a 50% da população do Estado do Mato Grosso. O reservatório a ser formado terá área de inundação de 337 quilômetros quadrados (km²) ou 33,7 mil hectares, em seu Nível de Água (NA) Máximo Normal de 302 metros (m). A previsão é que em janeiro de 2018 inicie a geração de energia.
A construção desse Empreendimento irá gerar mais de três mil empregos diretos. Esses postos de trabalho, juntamente com os indiretos que serão gerados, contribuirão para o aumento do nível de emprego no País e na região, bem como para o aumento da massa salarial, resultando em importante contribuição social.
O Projeto Básico Ambiental - PBA
Com o objetivo de potencializar as ações positivas, evitar, mitigar ou compensar aquelas de natureza negativa que possam ser provocadas pelas intervenções necessárias para implantar o Empreendimento e, posteriormente, para operá-lo, o Projeto Básico Ambiental (PBA) é composto por 33 programas socioambientais com metodologias, escopos, produtos, responsabilidades e cronogramas específicos, a serem gerenciados ao longo da etapa de implantação da Usina, bem como durante sua operação.
O PBA contempla os objetivos gerais e específicos de cada programa, de maneira que ele é um instrumento de planejamento geral, suscetível a ajustes nos procedimentos e diretrizes nele detalhados, que somente poderão ser feitos ao longo da implementação das ações ambientais.
TRANSPARÊNCIA
O Fórum de Acompanhamento Social - FAS
O Fórum de Acompanhamento Social (FAS) da UHE Sinop é uma das ferramentas para manter a interação entre o Empreendimento e os envolvidos, o que garante um diálogo transparente e a adequada divulgação das ações socioeconômicas e ambientais planejadas e que estão sendo implementadas nos cinco municípios da área de abrangência da Usina.
O FAS tem o cunho consultivo de participação social, isto é, centra-se no compartilhamento de informações sobre o processo de implantação da Usina e no debate e avaliação das ações ambientais em curso, por meio de reuniões. Tais reuniões são realizadas em duas esferas, uma trata-se do Colegiado – um espaço para compartilhar informações gerais sobre o Empreendimento – e outra são grupos para debater assuntos específicos, trata-se das Comissões Técnico Ambiental, de Remanejamento da População e de Monitoramento Socioeconômico.
Tanto o Colegiado como as Comissões são compostas por representantes de entidades, associações e sociedade civil organizada diretamente envolvida pela UHE Sinop.
Canais de Comunicação
Manter constante diálogo e transparência com a comunidade diretamente envolvida pela Usina é primordial para a divulgação das ações desenvolvidas no período de implantação e operação. Para isso, a CES implantou canais de comunicação específicos, que visam difundir com clareza, tanto o andamento das obras como a execução do PBA.
O programa de rádio UHE Sinop Esclarece é transmitido diariamente, por meio de inserções de spots em rádios com cobertura nas comunidades rurais, sítios, fazendas e assentamentos da área de influência da Usina. Assuntos gerais e específicos são abordados nos programas, principalmente com o intuito de divulgar as ações executadas.
A cartilha UHE Sinop e Você aborda assuntos específicos e visa esclarecer as principais dúvidas da comunidade sobre determinados temas. Com tiragem bimestral, o boletim informativo UHE Sinop Informa traz em seu conteúdo registros fotográficos e breves textos das ações executadas pela CES no âmbito do PBA e o andamento das obras de construção da barragem.
Outro canal de comunicação são as reuniões e visitas domiciliares, que têm como objetivo levar informações atualizadas, aproximando cada vez mais o Empreendimento das comunidades das áreas de influência. 
Ainda, para que qualquer pessoa possa esclarecer dúvidas, ou sugerir, criticar e elogiar, a Concessionária da Usina implantou uma linha gratuita – 0800 642 5009. Canal que também está aberto na página da Ouvidoria no site da UHE Sinop, no link http://www.uhesinop.com.br/ouvidoria/. Preferindo, pode se dirigir ao escritório da CES, na Avenida das Figueiras, esquina com a Rua das Orquídeas, 893, no Centro de Sinop, segunda-feira a sexta-feira das 7h30 às 12h e das 13h30 às 17h50.